# Serraca momaria
Serraca momaria är en fjärilsart som beskrevs av Achille Guenée 1857. Serraca momaria ingår i släktet Serraca och familjen mätare. Inga underarter finns listade i Catalogue of Life.